# Gyakuten! Ippatsuman
Gyakuten! Ippatsuman (яп. 逆転!イッパツマン Гякутэн! Иппацуман) — японский аниме-сериал, выпущенный студией Tatsunoko Productions, впервые транслировался по телеканалу Fuji TV с 13 февраля 1982 года по 26 марта 1983 года. Всего выпущено 58 серий аниме. Gyakuten! Ippatsuman является шестой частью франшизы Time Bokan, которая выходила следом за Yattodetaman и перед Itadakiman. Это также первая часть франшизы, где главный герой является не человеком, а супер-роботом.

## Сюжет
В футуристические 90-е годы в вымышленном городе Остеандель существует необычная контора времени, которая арендует буквально всё, даже мощных гигантских роботов. Члены компании гордятся тем, что занимают первое место в международном рейтинге миллиардеров в течение последних десяти лет. Тем временем образовывается другая контора «череп», во главе которой стоят 3 злодея, их целью якобы является ввергнуть в позор штаб-квартиру времени, однако на самом деле они намереваются захватить мир. Однажды контора времени подверглась нападению со стороны злодеев, и теперь иппатацуман будет бороться с ними, чтобы предотвратить завоевание мира и восстановить справедливость.

## Роли озвучивали
- Кэй Томияма — Соккю Го
- Эрико Хара — Ран Хому
- Норико Цукасэ — Харубо
- Масаюки Ямамото — 2-3
- Наоко Кода — Харука Хоси
- Дайсукэ Гори — Койдзо Хигэно
- Норико Охара — Мун-Мун
- Дзёдзи Янами — Косуинэн
- Кадзуя Такэтабэ — Кёкантин
- Иссэй Футамата — Тинами